# Juan de Cossie
Juan de Cossie (en francés: Jean o Johan, fallecido en 1250) fue señor de Cossie y chambelán del Reino de Jerusalén.

## Biografía
Era el hijo de Reinaldo de Haifa, chambelán del Reino de Jerusalén y su esposa Isabel Brisebarre.
Ocupó el cargo de chambelán del reino alrededor de 1232-1252 y después se convirtió en el señor hereditario de Cossie (probablemente en Chipre), después de lo cual cambió su nombre.
Se casó con Isabel de Mallenbec, hija de Daniel de Mallenbec y Chandelor de Flory. Con ella tuvo un hijo:
- Felipe de Cossie (fallecido después de 1269), señor de Cossie, chambelán y mariscal de Jerusalén.